# برايان ساموديو
برايان ساموديو (بالإسبانية: Braian Samudio)‏ (23 ديسمبر 1995 بسيوداد ديل استي في باراغواي - ) هو لاعب كرة قدم باراغواياني في مركز الهجوم.

## روابط خارجية
- برايان ساموديو على موقع اتحاد تركيا (لاعب) (الإنجليزية)
- برايان ساموديو على موقع قاعدة بيانات كرة القدم.إي يو (الإنجليزية)
- برايان ساموديو على موقع ناشيونال فوتبول تيمز (الإنجليزية)
- برايان ساموديو على موقع Soccerway.com (الإنجليزية)
- برايان ساموديو على موقع عالم كرة القدم.نت (الإنجليزية)